# Ширмиц
Ширмиц (нем. Schirmitz) — община в Германии, в земле Бавария.
Подчиняется административному округу Верхний Пфальц. Входит в состав района Нойштадт-ан-дер-Вальднаб и непосредственно подчиняется управлению административного сообщества Ширмиц, являясь его центром.
По данным на 31 декабря 2015 года:
- территория — 496,73 га;
- население — 1991 чел.;
- плотность населения — 400,82 чел./км²;
- землеобеспеченность с учётом внутренних вод — 2494,88 м²/чел.

## Население
По оценке на 31 декабря 2015 года население общины Ширмиц составляет 1991 чел. 

| Дата      | 1840 | 1871 | 1900 | 1925 | 1939 | 1950 | 1961 | 1970 | 1987 | 2011 |
| --------- | ---- | ---- | ---- | ---- | ---- | ---- | ---- | ---- | ---- | ---- |
| Население | 382  | 429  | 517  | 616  | 857  | 1121 | 1423 | 1721 | 1624 | 2042 |

| Год       | 1960 | 1970 | 1980 | 1990 | 2000 | 2009 | 2010 | 2011 | 2012 | 2013 | 2014 | 2015 |
| --------- | ---- | ---- | ---- | ---- | ---- | ---- | ---- | ---- | ---- | ---- | ---- | ---- |
| Население | 1412 | 1742 | 1673 | 1743 | 2167 | 2065 | 2057 | 2029 | 2028 | 2013 | 2001 | 1991 |